# Erketu ellisoni
L'erketu (Erketu ellisoni) è un dinosauro erbivoro appartenente ai sauropodi. Visse nel Cretaceo inferiore (Aptiano-Albiano, circa 115-105 milioni di anni fa) e i suoi resti fossili sono stati ritrovati in Mongolia. 

## Descrizione
Questo dinosauro è noto per uno scheletro incompleto, comprendente sei vertebre cervicali molto allungate, parte dello sterno e parte di una zampa posteriore (tibia, fibula, astragalo e calcagno). Doveva essere un sauropode dalla corporatura relativamente snella, dotato di un collo lunghissimo (come si evince dalla lunghezza dei cervicali conosciuti; non è noto se le vertebre cervicali fossero presenti in numero maggiore rispetto agli altri sauropodi), e si suppone che il collo fosse lungo il doppio del corpo. Le spine neurali erano biforcate, simili a quelle di Euhelopus. Erketu doveva raggiungere una lunghezza di circa 18 metri. A questo animale sono stati attribuiti anche alcuni denti fossili di forma cilindrica, rinvenuti nelle vicinanze dell'esemplare. 

## Classificazione
Erketu è stato descritto per la prima volta nel 2006, e i suoi fossili provengono dalla zona di Bor Guvé (Dornogov Aimag) in Mongolia; si suppone che le rocce risalgano alla fine del Cretaceo inferiore. Alcune caratteristiche delle vertebre cervicali (la notevole lunghezza, la presenza delle spine neurali bifide) ha portato gli studiosi a ritenere che Erketu fosse uno stretto parente di Euhelopus, un altro sauropode asiatico vissuto nel Cretaceo inferiore; questi due animali potrebbero essere stati parte di un clade posto vicino all'origine dei titanosauri, il gruppo di sauropodi più numeroso del Cretaceo. 